# Такеуті Теідзо
Такеуті Теідзо (яп. 竹内 悌三, нар. 6 листопада 1908, Токіо — пом. 12 квітня 1946) — японський футболіст, що грав на позиції Захисника.

## Клубна кар'єра
Грав за команду Tokyo Imperial University LB.

## Виступи за збірну
1930 року дебютував в офіційних матчах у складі національної збірної Японії. Протягом кар'єри у національній команді, яка тривала 7 років, провів у формі головної команди країни 4 матчі. Був учасником футбольного турніру на Олімпійських іграх 1936 року.

## Статистика
Статистика виступів у національній збірній.
| Збірна Японії | Збірна Японії | Збірна Японії |
| Роки          | Ігри          | голи          |
| ------------- | ------------- | ------------- |
| 1930          | 2             | 0             |
| 1931          | 0             | 0             |
| 1932          | 0             | 0             |
| 1933          | 0             | 0             |
| 1934          | 0             | 0             |
| 1935          | 0             | 0             |
| 1936          | 2             | 0             |
| Усього        | 4             | 0             |